# Liste de ponts d'Australie
Cette liste de ponts d'Australie a pour vocation de présenter une liste de ponts remarquables d'Australie, tant par leurs caractéristiques dimensionnelles, que par leur intérêt architectural ou historique. 

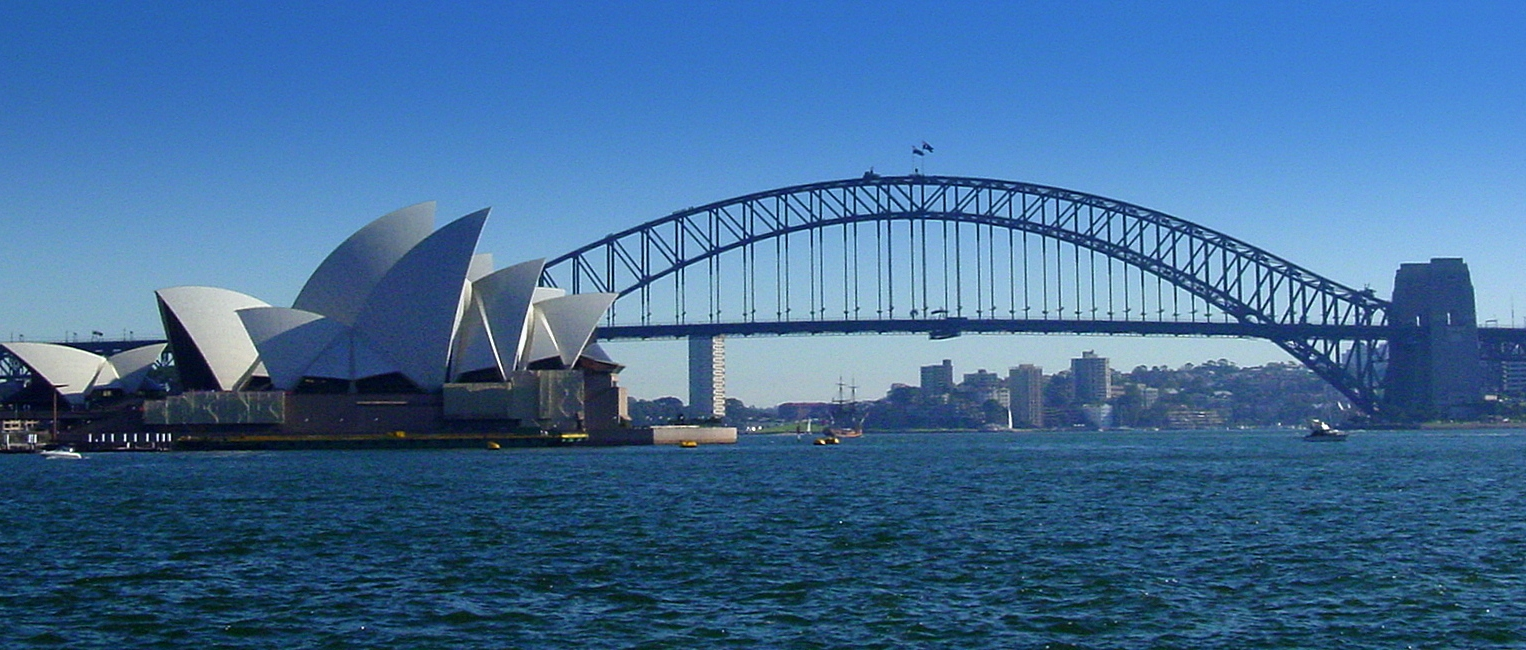
Le Harbour Bridge et l'opéra de Sydney dans le port Jackson

La catégorie lien donne la classification de l'ouvrage parmi ceux présentés et propose un lien vers la fiche technique du pont sur le site Structurae, base de données et galerie internationale d'ouvrages d'art. La liste peut être triée selon les différentes entrées du tableau pour voir ainsi les ponts en arc ou les ouvrages les plus récents par exemple.
Les colonnes portée et longueur, exprimées en mètres indiquent respectivement la distance entre les pylônes de la travée principale et la longueur totale de l'ouvrage, viaducs d'accès compris.

## Ponts présentant un intérêt historique
|                           |   | Nom                       | Distinction                                                            | Long. | Type                                               | Voie portée Voie franchie                    | Date | Localisation                                    | État                   | Ref.    |
| ------------------------- | - | ------------------------- | ---------------------------------------------------------------------- | ----- | -------------------------------------------------- | -------------------------------------------- | ---- | ----------------------------------------------- | ---------------------- | ------- |
| Richmond Bridge           | 1 | Richmond Bridge           | Australian National Heritage Plus ancien pont australien connu         | 41    | Maçonnerie 6 arches, grès                          | C351 Coal River                              | 1825 | Richmond 42° 44′ 01,8″ S, 147° 26′ 24,2″ E      | Tasmanie               | [ A 1 ] |
| Lansdowne Bridge          | 2 | Lansdowne Bridge          | Portée principale : 33,5 mètres Register of the National Estate        |       | Maçonnerie 1 arche, grès                           | Hume Highway M31 Prospect Creek              | 1836 | Lansvale 33° 53′ 24,2″ S, 150° 58′ 01,3″ E      | Nouvelle-Galles du Sud | [ A 2 ] |
|                           | 3 | Red Bridge                | Register of the National Estate Plus ancien pont en brique d'Australie |       | Maçonnerie 3 arches, briques                       | Midland Highway Elizabeth River              | 1838 | Campbell Town 41° 55′ 58,5″ S, 147° 29′ 33,9″ E | Tasmanie               | [ A 3 ] |
| Dickabram Bridge          | 4 | Dickabram Bridge          | Register of the National Estate                                        | 191   | Treillis Acier, bois                               | Miva Road Mary River                         | 1886 | Miva 25° 57′ 14,2″ S, 152° 29′ 43,8″ E          | Queensland             | [ A 4 ] |
| Hampden Bridge            | 5 | Hampden Bridge            | Register of the National Estate                                        | 77    | Suspendu Tablier treillis bois, pylônes maçonnerie | Moss Vale Road 79 Kangaroo River             | 1898 | Kangaroo Valley 34° 43′ 39″ S, 150° 31′ 15,4″ E | Nouvelle-Galles du Sud | [ A 5 ] |
| Maribyrnong River Viaduct | 6 | Maribyrnong River Viaduct | Victorian Heritage Register                                            | 383   | Pont sur tréteaux                                  | Albion–Jacana railway line Maribyrnong River | 1929 | Melbourne 37° 44′ 50,5″ S, 144° 50′ 46,2″ E     | Victoria               | [ 1 ]   |

## Grands ponts
Ce tableau présente les ouvrages ayant des portées supérieures à 100 m (liste non exhaustive).
|                          |    | Nom                                            | Portée   | Long. | Type                                                                             | Voie portée Voie franchie                         | Date      | Localisation                                          | État                   | Ref.  |
| ------------------------ | -- | ---------------------------------------------- | -------- | ----- | -------------------------------------------------------------------------------- | ------------------------------------------------- | --------- | ----------------------------------------------------- | ---------------------- | ----- |
| Harbour Bridge           | 1  | Harbour Bridge                                 | 503      | 1149  | Arc Acier, tablier intermédiaire                                                 | Bradfield Highway - North Shore Line Port Jackson | 1932      | Sydney 33° 51′ 06,9″ S, 151° 12′ 39,1″ E              | Nouvelle-Galles du Sud |       |
| ANZAC Bridge             | 2  | ANZAC Bridge                                   | 345      | 805   | Haubané Tablier poutres béton, pylônes béton                                     | Western Distributor Baie de Blackwattle           | 1996      | Sydney 33° 52′ 09″ S, 151° 11′ 08,8″ E                | Nouvelle-Galles du Sud |       |
| West Gate Bridge         | 3  | West Gate Bridge                               | 336      | 2582  | Haubané Tablier caisson acier, pylônes acier, piles béton                        | Gateway Motorway M1 Yarra                         | 1978      | Melbourne 37° 49′ 47,5″ S, 144° 53′ 55,6″ E           | Victoria               |       |
| Gladesville Bridge       | 4  | Gladesville Bridge                             | 305      | 488   | Arc Béton, tablier porté                                                         | Victoria Road 40 Port Jackson                     | 1964      | Sydney 33° 50′ 31,8″ S, 151° 08′ 52,4″ E              | Nouvelle-Galles du Sud |       |
| Story Bridge             | 5  | Story Bridge                                   | 282      | 1375  | Cantilever Acier                                                                 | Bradfield Highway 15 Brisbane                     | 1940      | Brisbane 27° 27′ 49,4″ S, 153° 02′ 08,7″ E            | Queensland             |       |
| Sir Leo Hielscher Bridge | 6  | Sir Leo Hielscher Bridge                       | 260      | 1630  | Poutre-caisson Béton précontraint                                                | Gateway Motorway M1 Brisbane                      | 1986 2010 | Brisbane 27° 26′ 43,1″ S, 153° 06′ 04,2″ E            | Queensland             | [ 2 ] |
|                          | 7  | Mooney Mooney Bridge                           | 220      | 485   | Poutre-caisson Béton précontraint                                                | Sydney–Newcastle Freeway Mooney Mooney Creek      | 1986      | Mooney Mooney Creek 33° 25′ 56,2″ S, 151° 15′ 13,2″ E | Nouvelle-Galles du Sud |       |
| Batman Bridge            | 8  | Batman Bridge                                  | 215      | 432   | Haubané Monopylône, tablier treillis acier, pylône incliné acier                 | Batman Highway B73 Tamar                          | 1968      | Sidmouth 41° 13′ 01,6″ S, 146° 54′ 52,7″ E            | Tasmanie               |       |
| Eleanor Schonell Bridge  | 9  | Pont Eleanor Schonell                          | 184      | 520   | Haubané Tablier mixte acier/béton, pylônes béton                                 | Brisbane                                          | 2006      | Brisbane 27° 29′ 51,9″ S, 153° 01′ 15,7″ E            | Queensland             |       |
| Walter Taylor Bridge     | 10 | Walter Taylor Bridge                           | 183      | 300   | Suspendu Tablier treillis acier, pylônes béton                                   | Coonan Street Brisbane                            | 1936      | Brisbane 27° 30′ 20,1″ S, 152° 58′ 25,2″ E            | Queensland             |       |
|                          | 11 | Rip Bridge                                     | 183      | 330   | Arc Béton, tablier porté                                                         | Maitland Bay Drive Brisbane Water                 |           | Woy Woy 33° 30′ 24,8″ S, 151° 20′ 48,4″ E             | Nouvelle-Galles du Sud |       |
| Captain Cook Bridge      | 12 | Captain Cook Bridge                            | 183      | 555   | Poutre-caisson Béton précontraint                                                | Pacific Motorway M3 Brisbane                      | 1972      | Brisbane 27° 28′ 51,3″ S, 153° 01′ 45,7″ E            | Queensland             |       |
| Bolte Bridge             | 13 | Bolte Bridge                                   | 173      | 490   | Poutre-caisson Béton précontraint                                                | Melbourne CityLink Yarra                          | 1999      | Melbourne 37° 49′ 09,9″ S, 144° 55′ 55,7″ E           | Victoria               |       |
| Jack Pesch Bridge        | 14 | Jack Pesch Bridge                              | 167      | 243   | Haubané Tablier treillis acier, dalle béton, pylônes béton                       | Passerelle Brisbane                               | 1998      | Brisbane 27° 30′ 21,1″ S, 152° 58′ 27″ E              | Queensland             |       |
|                          | 15 | Pheasants Nest Bridge                          | 150      | 304   | Poutre-caisson Béton précontraint                                                | Hume Highway M31 Nepean River                     | 1980      | Pheasants Nest 34° 14′ 14,1″ S, 150° 39′ 43,8″ E      | Nouvelle-Galles du Sud |       |
| Victoria Bridge          | 16 | Victoria Bridge                                | 146      | 313   | Poutre-caisson Béton précontraint                                                | Melbourne St. - Queen St. Brisbane                | 1969      | Brisbane 27° 28′ 20,4″ S, 153° 01′ 16,3″ E            | Queensland             |       |
| Kurilpa Bridge           | 17 | Kurilpa Bridge                                 | 135      | 425   | Haubané Tablier poutres acier, dalles béton, pylônes acier Ouvrage en tenségrité | Passerelle Brisbane                               | 2009      | Brisbane 27° 28′ 09,6″ S, 153° 01′ 05,7″ E            | Queensland             |       |
| Merivale Bridge          | 18 | Merivale Bridge                                | 133      | 750   | Arc Acier, tablier suspendu Pont bow-string                                      | Citytrain Brisbane                                | 1978      | Brisbane 27° 28′ 09,6″ S, 153° 00′ 47,1″ E            | Queensland             |       |
| Go Between Bridge        | 19 | Go Between Bridge                              | 117      | 300   | Poutre-caisson Béton précontraint                                                | Brisbane                                          | 2010      | Brisbane 27° 28′ 11,5″ S, 153° 00′ 44,2″ E            | Queensland             |       |
| Bowen Bridge             | 20 | Bowen Bridge                                   | 109      | 976   | Poutre-caisson Béton précontraint                                                | Goodwood Road B35 Derwent River                   | 1984      | Hobart 42° 49′ 01,6″ S, 147° 18′ 27,8″ E              | Tasmanie               | ,     |
| Long Gully Bridge        | 21 | Long Gully Bridge                              | 106      |       | Arc Béton, tablier porté                                                         | Strathallen Avenue Flat Rock Gully Reserve        | 1939      | Sydney 33° 49′ 01,2″ S, 151° 12′ 44,4″ E              | Nouvelle-Galles du Sud | [ 5 ] |
| Tasman Bridge            | 22 | Tasman Bridge                                  | 106      | 1395  | Poutre-caisson Béton précontraint                                                | Tasman Highway A3 Derwent River                   | 1964      | Hobart 42° 51′ 53,1″ S, 147° 20′ 44,1″ E              | Tasmanie               | [ 6 ] |
| Sea Cliff Bridge         | 23 | Sea Cliff Bridge                               | 105      | 455   | Poutre-caisson Béton précontraint                                                | Lawrence Hargrave Drive Mer de Tasman             | 2005      | Coalcliff 34° 15′ 17,7″ S, 150° 58′ 23,3″ E           | Nouvelle-Galles du Sud |       |
| Goodwill Bridge          | 24 | Goodwill Bridge                                | 102      | 450   | Arc Acier, tablier intermédiaire                                                 | Passerelle Brisbane                               | 2001      | Brisbane 27° 28′ 51″ S, 153° 01′ 36,7″ E              | Queensland             |       |
|                          | 25 | Houghton Highway                               |          | 2740  | Poutres Béton précontraint                                                       | State Route 26, 27 Baie de Bramble                | 1979      | Brisbane 27° 16′ 22,6″ S, 153° 04′ 19,2″ E            | Queensland             |       |
|                          | 26 | Ted Smout Memorial Bridge                      | 35 (x78) | 2740  | Poutres Béton précontraint                                                       | State Route 26, 27 Baie de Bramble                | 2010      | Brisbane 27° 16′ 23,6″ S, 153° 04′ 20,7″ E            | Queensland             |       |
|                          | 27 | Hornibrook Bridge fermé en 2010 démoli en 2011 |          | 2684  | Poutres Bois, piles béton                                                        | Baie de Bramble                                   | 1935      | Brisbane 27° 16′ 21,5″ S, 153° 04′ 17,4″ E            | Queensland             |       |